# Escut de Sollana
L'escut de Sollana és un símbol representatiu sense oficialitzar del municipi valencià de Sollana (Ribera Baixa). Té el següent blasonament:
| « | Escut quarterat. Al primer quarter, bandat d'atzur i d'argent de sis peces, tres de cada color. Al segon quarter, una creu de Sant Andreu de gules carregada de cinc escudets d'atzur; bordura de gules carregada de huit castellets d'or. Al tercer quarter, d'or, quatre pals de gules. Al quart quarter, de gules, la malla de cadenes d'or de Navarra. El timbra una corona ducal. Com ornament exterior i a manera de llambrequins, unes espigues d'arròs. | » |

## Història
L'escut no ha estat mai oficialitzat. Va ser creat l'any 1935 a instàncies de l'aleshores director del Centre de Cultura Valenciana, el doctor Francisco Vera Verdú, i l'alcalde de Sollana, José Magraner Claver; el disseny final, fet a partir d'un esbós primerenc del mateix doctor Vera, va ser executat per Ramón Añó Esparza.
Les armes del primer quarter són les d'en Ximén d'Urrea, que conquerí la vila als musulmans. Les del segon quarter són les de la casa de Portugal, que fundà el convent de l'Alcaissia. El tercer i quart quarters presenten les armes del duc d'Íxer, proveïdor de l'aigua del Xúquer.